# El regreso de Lucas
El regreso de Lucas es una telenovela peruana-argentina de género terrorífico, coproducción internacional de las cadenas América Televisión de Perú y Telefe de Argentina, la cual fue estrenada en Perú el 9 de noviembre de 2016 y finalizada el 27 de enero de 2017 por América Televisión; y en Argentina fue estrenada el 6 de febrero de 2017 y finalizada el 1 de mayo de 2017 por Telefe. La telenovela fue grabada en formato Ultra HD con tecnología 4K (2160p) e íntegramente rodada en todos los escenarios naturales de Perú.
Está protagonizada por: Ana María Orozco, Pablo Martínez, Macarena Achaga,  y Diego Bertie. En los papeles antagónicos tenemos a Salvador del Solar, Fabrizio Aguilar, Lucho Cáceres, Mari Pili Barreda, Gonzalo Revoredo, Alessandra Denegri y Matias Raygada. Y con las actuaciones estelares de Marcello Rivera, Francisco Bass, Liliana Trujillo, Martín Velásquez, Vania Accinelli, Mayella Lloclla, Sergio Gjurinovic y el primer actor Gustavo Mac Lennan.

## Sinopsis
El regreso de Lucas cuenta la historia de una familia acomodada que pierde a su hijo mayor, Lucas (Pablo Martínez), de 4 años de edad en la playa. Elena (Ana María Orozco), su madre, se obsesiona con encontrarlo porque siente que él está vivo y nunca deja de buscarlo, descuidando a sus otros hijos, Catalina (Macarena Achaga) y Juan (Sergio Gjurinovic) y su esposo, Reynaldo (Salvador del Solar), quien se hizo cargo de la familia y de la empresa.
Luego de 20 años de la desaparición de Lucas, llega a manos de la madre una foto de su hijo. Una nueva pista a seguir que renueva las esperanzas de Elena de hallar a su hijo. Hasta que un día, un joven se presenta en la casa de la familia Díaz Ayala diciendo ser Lucas.

## Reparto
- Pablo Martínez como Lucas Díaz Ayala / Pablo Prodán.
- Ana María Orozco como Elena Ayala de Díaz.
- Macarena Achaga como Catalina "Cata" Díaz Ayala.
- Salvador del Solar como Reynaldo Díaz (principal antagonista).
- Diego Bertie como Honorio Cárdenas.
- Fabrizio Aguilar como Óscar Luna / Octavio Laguna (antagonista).
- Lucho Cáceres como Francisco "Frank" Mezzonet (antagonista).
- Mari Pili Barreda como Nancy Mezzonet.
- Sergio Gjurinovic como Juan Díaz Ayala.
- Marcello Rivera como Edgardo Verona.
- Mayella Lloclla como Lila Molina.
- Ingrid Altamirano como Ana Mezzonet.
- Gonzalo Revoredo como Martín Del Río (antagonista).
- Francisco Bass como Ringo Martínez / Lucas Cárdenas Ayala.
- Alessandra Denegri como Chloe Wilhelm (antagonista).
- Gustavo Mac Lennan como Manuel Ayala.
- Fernando Bakovic como Jaime Garbulsky.
- Martín Velásquez como Patricio "Pato" Verona.
- Liliana Trujillo como Carmen.
- Natalia Salas como Emma Bauer.
- Emilio Noguerol como Nico.
- Estefano Buchelli como Lalo.
- Karina Jordán como Paula Nuñez.
- Matías Raygada como Chemo Prodán (antagonista).
- Vania Accinelli como Sofía "Sofí".
- Oscar Beltran como Norberto "Norbi".
- Milene Vásquez como Mercedes Sandoval.
- Brando Gallesi como Toby Mezzonet.
- Milett Figueroa como Dalia.
- Analía Rodríguez como Kiara.
- Macarena Paz como Elisa Monteyro.
- Bautista Martínez Tiscornia como Hugo.
- Mario Velásquez como Tony Prodán.
- Vanessa Saba como Vanessa Cardaless.
- Carlos Mesta como Ector Salvatierra / Mario Martínez.
- Pablo Heredia como Doctor Katz.
- Elsa Olivero como Yuriana Cubas de Martínez.
- Gonzalo Samame Olivas como Lucas Díaz Ayala (niño).
- Zoe Arévalo como Sofía "Sofí" (niña).

## Producción
Las grabaciones comenzaron el 8 de octubre de 2015 y finalizaron a comienzos del mes de junio de 2016.
A inicios de 2015, se lanza un piloto de la telenovela titulado Lucas, contando inicialmente con la participación de Ana María Orozco, Salvador del Solar, Jason Day, Sergio Gjurinovic y María Grazia Gamarra.